# Wings of the Morning (film fra 1919)
Wings of the Morning er en amerikansk stumfilm fra 1919 af J. Gordon Edwards.

## Medvirkende
- William Farnum som Robert Anstruther
- Herschel Mayall som Costabel
- Frank Elliott som Ventnor
- G. Raymond Nye som Mir Jan
- Clarence Burton som Taung Si Ali